# بيورا هايتس (إلينوي)
بيورا هايتس (بالإنجليزية: Peoria Heights)‏ هي قرية وبلدية تقع في الولايات المتحدة في إلينوي. يقدر عدد سكانها بـ 6,635 نسمة .

## التركيبة السكانية
حدّد مكتب تعداد الولايات المتحدة بيانات التركيبة السكانية لبيورا هايتس في تعداد الولايات المتحدة. في ما يلي، التركيبة السكانية حسب تعدادي 2000 و2010.

### تعداد عام 2000
بلغ عدد سكان بيورا هايتس 6,635 نسمة بحسب تعداد عام 2000، وبلغ عدد الأسر 3,122 أسرة وعدد العائلات 1,658 عائلة مقيمة في القرية. في حين سجلت الكثافة السكانية 896.6 نسمة لكل كيلومتر مربع (2,322.2/ميل2). وبلغ عدد الوحدات السكنية 3,331 وحدة بمتوسط كثافة قدره 450.1 لكل كيلومتر مربع (1,165.8/ميل2).
وتوزع التركيب العرقي للقرية بنسبة 92.89% من البيض و3.45% من الأمريكيين الأفارقة و0.32% من الأمريكيين الأصليين و1.07% من الأمريكيين ذوي الأصول الآسيوية و1.06% من الأعراق الأخرى و1.22% من عرقين مختلطين أو أكثر و1.90% من الهسبانيون أو اللاتينيون من أي عرق.
بلغ عدد الأسر 3,122 أسرة كانت نسبة 24.6% منها لديها أطفال تحت سن الثامنة عشر تعيش معهم، وبلغت نسبة الأزواج القاطنين مع بعضهم البعض 39.5% من أصل المجموع الكلي للأسر، ونسبة 9.7% من الأسر كان لديها معيلات من الإناث دون وجود شريك،  بينما كانت نسبة 3.8% من الأسر لديها معيلون من الذكور دون وجود شريكة وكانت نسبة 46.9% من غير العائلات. تألفت نسبة 39.2% من أصل جميع الأسر من عدة أفراد يعيشون في نفس المنزل ونسبة 12.4% كانت تتألف من شخص يعيش بمفرده يبلغ من العمر 65 عاماً أو أكثر. وبلغ متوسط حجم الأسرة المعيشية 2.10، أما متوسط حجم العائلات فبلغ 2.82.
بلغ العمر الوسطي للسكان 38.1 عاماً. وكانت نسبة 20.3% من القاطنين تحت سن الثامنة عشر، وكانت نسبة 9.4% بين الثامنة عشر والرابعة والعشرين عاماً، ونسبة 31.6% كانت واقعةً في الفئة العمرية ما بين الخامسة والعشرين والرابعة والأربعين عاماً، ونسبة 22.7% كانت ما بين الخامسة والأربعين والرابعة والستين، ونسبة 14.7% كانت ضمن فئة الخامسة والستين عاماً فما فوق. يوجد لكل 100 أنثى 95.5 ذكر، ويوجد لكل 100 أنثى في الثامنة عشر من عمرها فما فوق 92.4 ذكر.
بلغ متوسط دخل الأسرة في القرية 32,161 دولارًا، أما متوسط دخل العائلة فبلغ 42,545 دولارًا. وكان متوسط دخل الذكور 33,408 دولارًا مقابل 22,000 دولارًا للإناث. وسجل دخل الفرد الخاص بالقرية 20,999 دولارًا. وكانت نسبة 6.7% من العائلات ونسبة 8.8% من السكان تحت خط الفقر، وكان من هؤلاء نسبة 9% تحت سن الثامنة عشر ونسبة 6.6% في الخامسة والستين من العمر وما فوق.

### تعداد عام 2010
بلغ عدد سكان بيورا هايتس 6,156 نسمة بحسب تعداد عام 2010، وبلغ عدد الأسر 2,860 أسرة وعدد العائلات 1,482 عائلة مقيمة في القرية. في حين سجلت الكثافة السكانية 831.9 نسمة لكل كيلومتر مربع (2,154.6/ميل2). وبلغ عدد الوحدات السكنية 3,093 وحدة بمتوسط كثافة قدره 418 لكل كيلومتر مربع (1,082.6/ميل2).
وتوزع التركيب العرقي للقرية بنسبة 89% من البيض و5.77% من الأمريكيين الأفارقة و0.37% من الأمريكيين الأصليين و0.97% من الأمريكيين ذوي الأصول الآسيوية و0.08% من سكان جزر المحيط الهادئ و0.78% من الأعراق الأخرى و3.02% من عرقين مختلطين أو أكثر و2.92% من الهسبانيون أو اللاتينيون من أي عرق.
بلغ عدد الأسر 2,860 أسرة كانت نسبة 24.5% منها لديها أطفال تحت سن الثامنة عشر تعيش معهم، وبلغت نسبة الأزواج القاطنين مع بعضهم البعض 34% من أصل المجموع الكلي للأسر، ونسبة 12.6% من الأسر كان لديها معيلات من الإناث دون وجود شريك،  بينما كانت نسبة 5.2% من الأسر لديها معيلون من الذكور دون وجود شريكة وكانت نسبة 48.2% من غير العائلات. تألفت نسبة 39.2% من أصل جميع الأسر من عدة أفراد يعيشون في نفس المنزل ونسبة 10.1% كانت تتألف من شخص يعيش بمفرده يبلغ من العمر 65 عاماً أو أكثر. وبلغ متوسط حجم الأسرة المعيشية 2.10، أما متوسط حجم العائلات فبلغ 2.81.
بلغ العمر الوسطي للسكان 38.3 عاماً. وكانت نسبة 19.4% من القاطنين تحت سن الثامنة عشر، وكانت نسبة 11.4% بين الثامنة عشر والرابعة والعشرين عاماً، ونسبة 26.8% كانت واقعةً في الفئة العمرية ما بين الخامسة والعشرين والرابعة والأربعين عاماً، ونسبة 27.8% كانت ما بين الخامسة والأربعين والرابعة والستين، ونسبة 14.5% كانت ضمن فئة الخامسة والستين عاماً فما فوق. وتوزع التركيب الجنسي للسكان بنسبة 48.7% ذكور و51.3% إناث.